# Наполеон Бонапарт (пьеса)
«Наполеон Бонапарт, или 30 лет истории Франции» (фр. Napoleon Bonaparte, ou trente ans de l’histoire de France) — историческая драма французского писателя Александра Дюма-отца, впервые поставленная на сцене в 1831 году.

## Сюжет
Пьеса рассказывает о жизненном пути Наполеона Бонапарта, который оказывается тесно связан с вымышленным персонажем — шпионом. В первом акте Наполеон спасает этого персонажа от расстрела под Тулоном в 1793 году; во втором акте шпион спасает Наполеона от заговорщика-роялиста накануне коронации в 1804 году; в третьем шпион снова спасает императора в только что занятой Москве (1812). В четвёртом акте шпион предупреждает Наполеона о заговоре роялистов, но тому всё же приходится отречься от престола. В пятом акте именно шпион приносит на Эльбу вести из Франции, благодаря которым становятся возможны «Сто дней». Позже он сопровождает Наполеона на остров Святой Елены, а после смерти экс-императора шпиона расстреливают англичане.

## Создание и оценки
Александр Дюма написал «Наполеона Бонапарта» в 1831 году. Это было время, когда наполеоновская тема стала модной и обрела поддержку государства, так как после Июльской революции бонапартисты примкнули к сторонникам нового короля Луи-Филиппа (орлеанистам) в их противостоянии со сторонниками старшей ветви Бурбонов (легитимистами). Дюма биография Наполеона не интересовала, но актриса мадемуазель Жорж и её муж Феликс Арель пригласили драматурга к себе в гости, заперли в кабинете и заявили, что не выпустят его, пока пьеса о Наполеоне не будет готова. В итоге на работу ушло всего восемь дней.
«Наполеон Бонапарт» был поставлен на сцене в том же году. Заглавную роль сыграл один из самых талантливых и прославленных актёров той эпохи Фредерик Леметр, который сознательно отказался копировать внешний облик Наполеона и характерные для него жесты. Это разочаровало публику, так что пьеса не имела успеха. Альфред де Виньи осудил Дюма за то, что он «лягнул павших Бурбонов», и назвал «Бонапарта» «плохой пьесой». По мнению биографа Дюма Андре Моруа, это «искусно сделанная драма, никак не соответствовавшая величию темы».